# Línea 10 de CPTM
La Línea 10 - Turquesa es una línea de ferrocarril metropolitano en la ciudad de São Paulo (Brasil). La línea es una de las siete líneas operadas por CPTM y una de las trece líneas que conforman la Red Metropolitana de Transporte de São Paulo. Comprende el tramo de la red metropolitana definida entre las estaciones Brás ↔ Rio Grande da Serra. Hasta marzo del 2008, se denominaba Línea D - Beige.

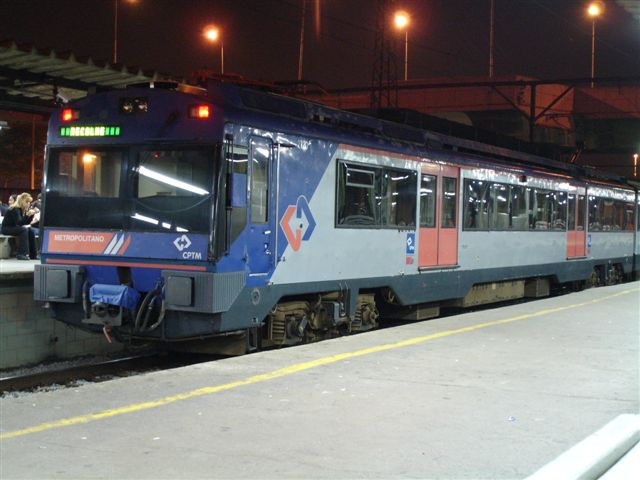
Tren Série 2100
Línea 10

## Histórico
La línea fue construida por la antigua São Paulo Railway, posteriormente fue la Estrada de Ferro Santos-Jundiaí, habiendo sido inaugurada el 16 de febrero de 1867. A principios del siglo XX, gracias a la construcción de varias estaciones intermedias entre las originales de la SPR, se inició la circulación de trenes suburbanos, inicialmente hasta Mauá. En 1940, la línea sería electrificada, pero continuó trabajando con los coches de madera tirado por locomotoras hasta el 1957, cuando la Santos-Jundaí consiguió el primer tren eléctrico de The Budd Company de la antigua serie 101 (actual serie 1100 de CPTM).
En 1975, la línea pasaría a ser administrada directamente por la Rede Ferroviária Federal - RFFSA, que desde 1957 tenía a la Santos-Jundiaí como una de sus subsidiarias. En 1984, se trasladó a la Companhia Brasileira de Trens Urbanos - CBTU, que heredó todos los servicios de la red de trenes metropolitanos, servicio que sería estatizado en 1994, pasando a las manos de la recién creada CPTM.
La línea contaba con una extensión operativa hasta Rio Grande da Serra y Paranapiacaba, pasando por la Estación Campo Grande.
Antes de ser desactivada dicha extensión, contaba con cuatro horarios (dos de Río Grande da Serra para Paranapiacaba y 2 de Paranapiacaba a Río Grande da Serra) con trenes muy viejos y en malas condiciones.
Llegó al fin en 2001 por falta de pasajeros. Hoy en día ese trayecto entre las ciudades es realizado en autobús.

## Trayecto
Esta línea une la región central de São Paulo hasta la región del ABC Paulista, cruzando la región sudeste del municipio de São Paulo y los municipios de São Caetano do Sul, Santo André, Mauá, Ribeirão Pires y Rio Grande da Serra.

## Estaciones
| Sigla | Estación                                    | Municipio           | Comentarios                                                                                                   | MDU (05/2008) |
| ----- | ------------------------------------------- | ------------------- | --- | ------------- |
| BAS   | Brás                                        | São Paulo           | Integración gratuita con a líneas 3, 11 y 12.                                                                 | 144.419       |
| MOC   | Juventus-Mooca                              | São Paulo           | | 7.094         |
| IPG   | Ipiranga                                    | São Paulo           | Futura integración con el Expresso Tiradentes.                                                                | 10.387        |
| TMD   | Tamanduateí                                 | São Paulo           | Integración gratuita con Estación Sacomã, de la Línea 2-Verde. Futura integración con el Tren ligero del ABC. | 9.461         |
| SCT   | São Caetano do Sul - Prefeito Walter Braido | São Caetano do Sul  | Acceso a Terminal Urbano y Rodoviario de São Caetano do Sul.                                                  | 21.345        |
| UTG   | Utinga                                      | Santo André         | | 7.529         |
| PSA   | Prefeito Saladino                           | Santo André         | Acceso a Terminal Rodoviario de Santo André (TERSA).                                                          | 6.373         |
| SAN   | Prefeito Celso Daniel - Santo André         | Santo André         | Integración paga, con la EMTU. Se llamaba solamente Santo André hasta 2007                                    | 40.817        |
| CPV   | Capuava                                     | Mauá                | | 5.056         |
| MAU   | Mauá                                        | Mauá                | | 36.447        |
| GPT   | Guapituba                                   | Mauá                | | 8.488         |
| RPI   | Ribeirão Pires - Antônio Bespalec           | Ribeirão Pires      | | 13.734        |
| RGS   | Rio Grande da Serra                         | Rio Grande da Serra | Integración paga con ómnibus para Paranapiacaba vía Campo Grande (Viação Ribeirão Pires).                     | 7.655         |

MDU = media de usuarios embarcados por día hábil en cada estación, desde el inicio del año. En las estaciones con dos o más líneas el MDU representa la totalidad de pasajeros embarcados en la estación, sin tener en cuenta cual línea será utilizada por el usuario.

## Obras
La región de la Grande ABC será contemplada con un importante proyecto para atender el gran movimiento de pasajeros en las estaciones de São Caetano, Santo André y Mauá.
Se trata del Expresso ABC, servicio en vías independientes del tráfico de trenes de la Línea 10 que hará el recorrido desde el centro de São Paulo, parando en Brás y luz, y después, sólo en São Caetano, Santo André, continuando hasta Mauá . La estación Tamanduateí hará esta nueva conexión entre el Expresso ABC y la Línea 10 - Turquesa.
La inversión total para la Línea 10 para el año 2010 es de 743 millones de dólares, distribuidos en las obras de accesibilidad y la modernización de 12 estaciones, modernización e implantación de vía permanente, sistemas de señalización, energía y telecomunicaciones.
Serán adquiridos 10 nuevos trenes, lo que permite la reducción de los intervalos en las horas pico de 8 para 6 minutos. Se espera un aumento en el número de usuarios diarios en todo el tramo, de 260 mil a 500 mil personas en dos servicios (Expresso ABC y Línea 10), así como reducir el tiempo de viaje entre luz y Mauá, de los 46 minutos actuales a 23 minutos.
Mejoras previstas:
Línea 10 - Turquesa
Intervalo entre trenes en hora pico: de 10 para 6 minutos, Oferta de lugares/hora/sentido: de 11 mil para 18 mil.
Expresso ABC - 
Intervalo entre trenes: 8 minutos
Oferta de lugares/hora/sentido: 15 mil